# Jelena Gennadjewna Dawgul
Jelena Gennadjewna Dawgul (russisch Елена Геннадьевна Давгуль; * 28. Oktober 1983 in Sewerouralsk in der Oblast Swerdlowsk, damals Sowjetunion) ist eine russische Biathletin, die sowohl im Winter als auch im Sommer auf Skirollern und im Crosslauf startet.
Jelena Dawgul startet für die Oblast Swerdlowsk und begann schon 1993 bei Saweli Solowjow als Trainer mit dem Biathlonsport. Sie wurde 2001 in Jamrozowa Polana Dritte der Crosslauf-Verfolgung der Junioren-Sommerbiathlon-Weltmeisterschaften. Bei den Biathlon-Juniorenweltmeisterschaften 2002 in Ridnaun wurde sie Staffeldritte mit Tatjana Brjuchanowa und Nadeschda Tschastina, bei den Europameisterschaften 2002 in Kontiolahti gewann sie mit Uljana Denissowa und Nadeschda Tschastina Silber in der Juniorenstaffel. 2004 in Minsk siegte sie mit der Juniorenstaffel (Dawgul, Kuzmina, Burdyga) und gewann auch den Einzelwettbewerb. Ihr Debüt im Europacup nach ihrer Juniorenzeit gab Dawgul im Januar 2005 in Mittenwald mit Rang sechs im Einzel. Danach startete sie weiter sporadisch in dieser Wettbewerbsserie, erreichte jedoch nur noch im Dezember 2005 in Windischgarsten und im März 2008 in Valromey-Retord Top-Ten-Plätze. Am IBU-Sommercup 2008 nahm sie beim Bewerb in Otepää teil und platzierte sich in Sprint und Verfolgung jeweils hinter Marija Kossinowa auf Rang zwei. Ein Sieg gelang ihr beim Sprint im Rahmen des IBU-Cross-Sommercups 2008 in Chania. Seither ist sie bei internationalen Wettbewerben nicht mehr angetreten.
Ihren größten Erfolg feierte Dawgul beim Sommerbiathlon auf Rollski. Sie nahm an den Sommerbiathlon-Weltmeisterschaften 2006 in Ufa teil und wurde Weltmeisterin in der Verfolgung, nachdem sie im Sprint auf Platz sechs eingekommen war.
Dawgul schloss 2006 eine Ausbildung an der Staatlichen Technischen Universität in Jekaterinburg ab. 2004 wurde ihr der Titel Meister des Sports der internationalen Klasse verliehen. Sie spielt Saxophon in einer Musikgruppe.